# Björn Leukemans
Björn Leukemans (ur. 1 lipca 1977 w Deurne) – belgijski kolarz szosowy jeżdżący w barwach profesjonalnej grupy Wanty-Group Gobert.

## Ważniejsze zwycięstwa i sukcesy
- 2000
  - 2. miejsce w Tour de Wallonie
- 2001
  - 2. miejsce w Grote Prijs Jef Scherens
- 2002
  - 1. miejsce na 3. etapie Wyścigu Solidarności i Olimpijczyków
- 2004
  - 1. miejsce na 5. etapie Tour de Belgique
- 2005
  - 2. miejsce w GP Wallonie
  - 7. miejsce w Amstel Gold Race
- 2007 
  - 1. miejsce na 4. etapie Dookoła Austrii
  - 4. miejsce w Paryż-Roubaix
- 2009
  - 8. miejsce w Ronde van Vlaanderen
- 2010
  - 1. miejsce w Druivenkoers Overijse
  - 2. miejsce w Dwars door Vlaanderen
  - 4. miejsce w Ronde van Vlaanderen
  - 6. miejsce w Paryż-Roubaix
- 2011 
  - 1. miejsce w Tour du Limousin
    - 1. miejsce na 1. miejscu

  - 1. miejsce w Druivenkoers Overijse
  - 2. miejsce w Brabantse Pijl
  - 3. miejsce w Grand Prix de Wallonie
  - 3. miejsce w Tour of Belgium
  - 6. miejsce w Grand Prix Cycliste de Québec
  - 7. miejsce w Ronde van Vlaanderen
  - 7. miejsce w Amstel Gold Race
- 2012
  - 1. miejsce w Druivenkoers Overijse
  - 3. miejsce w Grand Prix de Wallonie
  - 6. miejsce w Grand Prix Cycliste de Montréal
- 2013
  - 1. miejsce w Druivenkoers Overijse
  - 3. miejsce w Brabantse Pijl
  - 7. miejsce w Amstel Gold Race
- 2014
  - 9. miejsce w Ronde van Vlaanderen
  - 2. miejsce w Tour du Limousin
    - 1. miejsce na 1. etapie